# Karolína Marie Vratislavová z Mitrovic
Karolína Marie hraběnka Vratislavová z Mitrovic, provdaná Klarová (německy Karoline Gräfin Wratislaw von Mitrowitz, 16. dubna 1816 – 4. srpna 1895) byla česká šlechtična z vedlejší větve rodu Vratislavů z Mitrovic. Byla autorkou poezie.

## Život
Narodila se jako nejmladší dcera hraběte Karla Vratislava z Mitrovic a Schönfeldu (1772–1823) a jeho manželky Terezy rozené Bergerové z Lümmingenu. Měla bratra Rudolfa Konstantina (1811–1874). Dostalo se jí vynikajícího vzdělání a brzy se u ní projevilo nadání pro poezii.
Ve věku 18 let, 15. října 1834, se provdala za Pavla Aloise Klara (1801–1860), syna slavného pedagoga Aloise Klara, zakladatele ústavu pro nevidomé. Pavel Alois byl uznávaný publicista, známý svým humanitárním úsilím a vydáváním ve své době nejlepšího brožovaného, německy psaného almanachu Libussa (Libuše), který publikoval díla nejuznávanějších literátů Rakouského císařství.
Do tohoto almanachu přispěla také hraběnka Karolína pod pseudonymem Karoline Hell (či Karolíne Heil), pod kterým po většinu let publikovala své hodnotné lyrické básně.
Manželé měli tři syny: Pavla Zdenka (* 1835), Karla (1839–1893) a Rudolfa Mariu (1845–1898). Hraběnka Karolína Vratislavová z Mitrovic, provdaná Klarová, v listopadu 1860 ovdověla. Zemřela v roce 1895 a její hrob je na Břevnovském hřbitově.

## Básně
V jednotlivých ročnících almanachu Libussa vyšly následující básně Karolíny Klarové:
- 1843, s. 266: „Leben und Tod“
- 1853, s. 154: „Zwei Freunde“, „Dem Todten“, „Dem Lebenden“
- 1854, s. 371: „Wenn die Flocken“, „Knabe mit dem Wunderhorn“
- 1855, s. 292: „Vergessen“, „Kein Ende“
- 1856, s. 199: „Beim Lampenlicht“, „Den Männern“
- 1857, s. 252: „Das glaubte ich so gern“
- 1858, s. 272: „Ballade“, „Was bleibt uns“
- 1859, s. 267: „In das Album eines jungen Mädchens“
- 1860, s. 309: „Beim Tanz“, „Lehre“